# Multiverso (Marvel Comics)
Dentro de Marvel Comics, la mayoría de los comics tienen lugar dentro del Universo Marvel ficticio, que a su vez es parte de un multiverso más grande. Comenzando con los problemas del Capitán Britania, la continuidad principal en la que tienen lugar la mayoría de las historias de Marvel se designó como Tierra-616, y el Multiverso se estableció como protegido por Merlyn. Cada universo tiene un Capitán Britania designado para proteger su versión de las Islas Británicas. Estos protectores se conocen colectivamente como Captain Britain Corps. Esta notación numérica se continuó en la serie Excalibur y otros títulos. Cada universo del Multiverso en Marvel también parece estar defendido por un Hechicero Supremo en casi todo momento, designado por la trinidad mística de Vishanti para defender el mundo contra amenazas de naturaleza principalmente mágica desde adentro y más allá y portando el Ojo de Agamotto.
Más tarde, muchos escritores utilizarían y remodelarían el Multiverso en títulos como Exiles, X-Men y Ultimate Fantastic Four. Nuevos universos también surgirían de historias que involucren personajes que viajan en el tiempo como Rachel Summers, Cable y Bishop, ya que sus acciones hicieron que sus tiempos de origen sean líneas de tiempo alternativas.
El Multiverso también juega un papel en el Universo cinematográfico de Marvel, también conocido como Tierra-199999 en el multiverso de los cómics. Fue introducido en Doctor Strange (2016), construido en Avengers: Endgame (2019), mencionado en Spider-Man: Far From Home (2019) y WandaVision (2021), y desarrollado en Loki (2021), ¿Qué pasaría si...? (2021), Spider-Man: No Way Home (2021), Doctor Strange en el multiverso de la locura (2022) y Ant-Man and the Wasp: Quantumania (2023). Además, la escena de mitad de créditos de las películas del Universo Spider-Man de Sony, Venom: Let There Be Carnage (2021)  y Morbius (2022) se vinculan con el multiverso MCU.

## Universo Marvel principal
Es el universo más importante y el primero en crearse por la editorial. Allí es donde ocurren las más emocionantes y tradicionales aventuras que viven los superhéroes.
Es conocido como la Tierra 616.

## Ultimate Marvel
Es un universo en el que se moderniza a los héroes más conocidos del universo Marvel principal y donde tienen nuevos orígenes y todo vuelve a empezar desde cero. En este universo los nombres civiles de los superhéroes y supervillanos pueden cambiar al de sus contrapartidas clásicas. Además, pueden cambiar características físicas. Los superhéroes y grupos más conocidos en este universo son Ultimate Spiderman, Ultimate X-Men, The Ultimates (nombre que se le da a Los Vengadores en este universo), Ultimate Iron man, Ultimate Fantastic Four y Ultimate Daredevil. Es denominada como la Tierra-1610.

## Universo cinematográfico de Marvel (UCM)
Universo de las películas cinematográficas, denominado como la Tierra-616 (Mencionado en Doctor Strange en el multiverso de la locura), pero en realidad la denominamos Tierra-199999.

### Saga del Infinito

#### 13.800.000.000 a.C.
Antes del inicio del Universo existieron seis singularidades, creadas por las Entidades Cósmicas (Eternidad, Muerte, Infinito y Entropía) para darle forma, orden y equilibrio. Tras el Big Bang, los restos de sus sistemas fueron transformados en unos lingotes concentrados: las seis Gemas del Infinito (Espacio, Tiempo, Mente, Realidad, Poder y Alma).

#### 80.000.000 a.C
Los Celestiales, seres divinos de gran poder, se apoderaron de la Gema del Poder con el objetivo de juzgar y doblegar al resto de razas del Universo. Finalmente, la gema los destruiría y terminaría siendo encerrada en un Orbe, oculto en las profundidades de un templo antiguo del planeta Morag.
Mientras tanto Ego creaba su propio planeta y comenzaba a buscar vida en otros planetas.

#### 2.500 a.C.
El Homo sapiens habitaba el continente africano y el resto de la Tierra, comenzaba el nacimiento de la sociedad. Cinco tribus africanas obtuvieron un meteorito de Vibranium, un metal extraterrestre, el cual les otorgó habilidades sobrehumanas ingeridas de una hierba en forma de corazón afectada por el metal. Con esto, un rey de Wakanda se conviertió en el primer Pantera Negra y así dirigió a las cuatro tribus (mientras que la tribu Jabari se exilia en las montañas), formando la nación de Wakanda. A medida que pasó el tiempo, el manto pasó de guerrero a guerrero, y los wakandianos utilizaban el vibranium para desarrollar una tecnología altamente avanzada, y al mismo tiempo decidieron aislarse del resto del mundo y hacerse pasar por un país del tercer mundo (Black Panther).

#### 1918-Actualidad
Nacido en el año 1918, en 1941 Steve Rogers se convierte en Capitán América quien combate a HYDRA y a Red Skull (quien es desterrado a Vormir por el Teseracto) y el Capitán América se estrella en un iceberg en el que se mantiene congelado por casi 70 años (Capitán América: el primer vengador). Después de la aparente destrucción de Red Skull y la desaparición del Capitán América, la agente Peggy Carter trabaja secretamente para Howard Stark en diversas misiones para recuperar sus inventos que han aparecido misteriosamente en el mercado negro, siendo Stark inculpado injustamente (Marvel's Agent Carter). En Missouri 1980, Meredith Quill conoce a un ser del espacio (Guardianes de la Galaxia vol. 2) con el que tiene un hijo. 8 años después, el pequeño Peter Quill es secuestrado por alienígenas tras la muerte de su madre por el cáncer (Guardianes de la Galaxia). Después, en 1989 Henry Pym descubre que S.H.I.E.L.D. trató de reproducir la tecnología de su traje de Ant-Man, a la cual Pym renuncia. (Ant-Man). En algún lugar de Siberia en 1991, H.Y.D.R.A. despierta a Bucky Barnes de su sueño, borrándole la memoria para ser enviado a matar a los padres de Tony Stark, entre otras acciones letales que ha desarrollado a lo largo de la historia por órden de H.Y.D.R.A. (Capitán América: Civil War). 
En 1992, Rey T'Chaka descubre que su hermano el príncipe N'Jobu vendía el Vibranium, y cuando esté intentó matar a Kuri, T'Chaka lo asesina para defenderlo, luego regresan a su nación, dejando huérfano al hijo de su hermano en Oakland (Black Panther).
En 1995, en el planeta Hala, capital del Imperio Kree, la guerrera y miembro de la Fuerza Estelar, Vers, tiene un equipo con su mentor Yon-Rogg, el cual tiene la misión de destruir a los Skrull. Pero en su misión es secuestrada por Talos, el comandante Skrull, que le ayuda a recuperar su memoria y hacerle saber que ella se llama Carol Danvers y nació en el planeta Tierra. Al llegar a la Tierra, conoce a un joven Nick Fury que le ayuda a localizar un poder que los Skrull están buscando, al mismo tiempo que va encontrando información sobre su pasado como Carol Danvers. Finalmente descubre que el villano fue su mentor Yon-Rogg, que la secuestró cuando estaba en la Fuerza Aérea. Después de todo, Carol Danvers se va a buscar refugio para los Skrull (Capitana Marvel).
Tiempo después, el genio filántropo Tony Stark, dueño de Stark Industries, vende armas para acabar guerras, incluso para exterminar a Hulk por parte del ejército, hasta que es secuestrado y se da cuenta de su daño al mundo con sus armas, por lo que las fusiona todas en una sola armadura, escapando y haciéndose llamar Iron Man, mientras que Nick Fury, director de la organización secreta S.H.I.E.L.D., lo recluta para el proyecto Avengers (Iron Man). 
Un año después, Hulk llega a Nueva York y, en una batalla contra su enemigo Abominación, deja destruida Manhattan (The Incredible Hulk). 
Dos años después de la pelea con Obadiah Stane, Tony se tiene que enfrentar a un nuevo enemigo: Ivan Vanko, el cual estará aliado a Justin Hammer, y juntos crearán un ejército de Androides para luchar con Iron Man y War Machine; después de esto; Nick Fury nombra a Stark consultor de la Agencia (Iron Man 2).
Un año más tarde, se crea una fisura dimensional por la que el dios nórdico Thor llega a la Tierra, donde vence a una criatura metálica conocida como el Destructor, enviada para matarlo, y regresa a su mundo para vencer a Loki, su hermano adoptivo, que ansía el trono de Asgard (Thor). Sin embargo, Loki cae del puente del Bifrost y termina recorriendo múltiples mundos, donde encuentra y se alía con Thanos, un monarca galáctico, para dirigir un ataque como venganza a la Tierra. Mientras, en la Tierra, S.H.I.E.L.D descubre que el Capitán América sobrevivió a la caída y es rescatado.
Loki intenta vengarse llevándose consigo el Teseracto, que S.H.I.E.L.D encontró con el Capitán América, para abrir un portal. De él comenzaron a salir las tropas alien llamadas Chitauri, comandadas por Loki y Thanos. En esto, Fury reactiva la iniciativa Avengers, donde junta a Iron Man y el Capitán América, junto con Black Widow, Hawkeye, Bruce Banner (Hulk) y el recién llegado en busca de Loki, Thor. Thor y Iron Man atrapan a Loki, pero él consigue escapar asesinando en el camino al Agente Coulson. Seguidamente comienza su plan para abrir el portal a los Chitauri utilizando el edificio Stark por la gran energía que posee. Iron Man y el Capitán América lideran a los Avengers contra Loki y ganan gracias a que Tony lanza un misil al centro de control alienígena para vencer a las tropas de Loki/Thanos (The Avengers). Thanos entra en cólera y decide eliminar a los humanos al ver que es incapaz de gobernarlos.
Inmediatamente después de la batalla de Nueva York, Adrian Toomes y su compañía de rescate son contratados para limpiar la ciudad, pero su trabajo es asumido por Tony Stark y el gobierno federal, quienes crean el Departamento de Control de Daños (DODC). Enfurecido por ser expulsado del negocio, Toomes persuade a sus empleados de mantener la tecnología Chitauri que ya habían barrido y usarla para crear y vender armas avanzadas, para promover una agenda criminal y se hace llamar el Buitre (Spider-Man: Homecoming).
Tony está inquieto por saber cuán grande es el universo, pero cuando Andrich Killian intenta matar al presidente de los Estados Unidos, Iron Man decide aliarse con War Machine (rebautizado como Iron Patriot) para vencer a Killian (Iron Man 3).
Por otro lado Loki es llevado a Asgard con Thor. Una vez en Asgard, Thor debe enfrentarse y, al final, vence al elfo Malekith y Loki "muere" en el proceso, mientras que Thor regresa con su prometida de la Tierra, Jane Foster (Thor: The Dark World).
Al mismo tiempo, el Agente Coulson resucitó gracias a una droga creada por sangre de Kree, y tiene un equipo de S.H.I.E.L.D, quienes investigan más a fondo los eventos que los superhéroes no consiguen ver (Marvel's Agents of S.H.I.E.L.D.). 
Mientras, en un lugar llamado Hell's Kitchen, un abogado ciego del barrio neoyorquino llamado Matt Murdock bajo el sobrenombre de Daredevil, lucha contra los criminales de un magnate llamado Wilson Fisk (Marvel's Daredevil).
Tras todo lo ocurrido, Thanos ve cómo su lugarteniente, Ronan el Acusador, lo ha traicionado, pero es vencido por el nuevo equipo del antes cazarrecompensas Peter Quill, quien los llama: Los Guardianes de la Galaxia (Guardianes de la Galaxia), por lo que decide ir en busca de las todopoderosas Gemas del Infinito. Dos meses después, el equipo de Peter Quill, Gamora, Drax, Rocket y Bebé Groot que son llamados Guardianes de la Galaxia, en un punto son atacados por la líder de raza soberana Ayesha, pero son rescatados por el padre biológico de Peter, Ego, un Celestial divino que manipuló la materia alrededor de su conciencia para formar su planeta "hogar" y su ayudante Mantis. Parte del grupo como Gamora cree que Ego está tramando algo, hasta que con su hermana Nebula descubre una caverna llena de restos esqueléticos. Entonces Ego revela que necesita a Peter para vivir y desaparecer toda la galaxia, al igual revela que mató a la madre de Peter. Al ver esto tiene una gran batalla contra el planeta Ego con la ayuda de Yondu, el cual muere por salvar la vida de Peter Quill. La líder de raza Soberana Ayesha, al no poder destruir a los guardianes decide crear a Adam Warlock, un nuevo ser artificial con quien planea destruir a los Guardianes. (Guardianes de la Galaxia vol. 2). 
Steve Rogers se une a S.H.I.E.L.D después de los sucesos de New York, donde descubre que HYDRA nunca desapareció, sino que creció dentro de S.H.I.E.L.D. HYDRA revela a Steve Rogers que Bucky Barnes, su amigo, no murió en la Segunda Guerra Mundial, sino que fue salvado y manipulado por la organización y pasó a llamarse el Soldado del Invierno; por lo que el Capitán, Viuda Negra, Falcon, Fury y María Hill, acaban con HYDRA y al mismo tiempo S.H.I.E.L.D es destruida por ellos. Por esto, Nick Fury en su supuesta "muerte" abandona su identidad y la Viuda Negra expone la suya al gobierno, dejando a un lado su espionaje para trabajar para el gobierno (Captain America: The Winter Soldier).
Después que cayera S.H.I.E.L.D y la supuesta "muerte" de Fury, el agente Phil Coulson se convierte en el nuevo director. El equipo de Coulson son enviados a buscar el Obelisco que tiene HYDRA que creció en secreto, sin embargo, cuando Raina y el padre de Skye lo activa el obelisco, Raina y Skye se conviertes en Inhumanos. En eso, aparece la madre de Skye que se las lleva a un mundo en donde los chicos como ella ayuda controlarlos, pero cuando HYDRA secuestran a varios chicos (Inhumanos); Skye pide ayuda de Coulson a salvarlos y este los salva. Coulson le informa a Maria Hill sobre el paradero de Barón Stroker y recluta los Avengers. (Marvel's Agents of S.H.I.E.L.D.).
Los humanos se siente desprotegidos después de lo ocurrido de los Chitauri (The Avengers), por lo que hacen protestas al gobierno, pero el Barón Stroker, antiguo líder de HYDRA, revela que tiene el cetro de Loki y a 2 hermanos gemelos experimentados llamados Pietro y Wanda Maximoff; Pietro desarrolla la capacidad de desplazarse a largas distancias en el menor tiempo posible, o sea super velocidad, mientras que Wanda obtiene la capacidad de la telequinesis y controlar mentes. 
Un año después, los Vengadores atacan la fortaleza de HYDRA que se encuentra en Sokovia y recuperan el Cetro de Loki, pero los hermanos Maximof los atacan y luego se escapan. En la Torre de los Vengadores en Nueva York, Tony comienza a estudiar el Cetro de Loki y descubre que posee algún tipo de inteligencia artificial, por lo cual convence a Bruce Banner de reanudar su trabajo en Ultron, que ayudaría a crear la paz en el planeta Tierra. En el transcurso,  Ultrón se revela contra los Vengadores, los ataca y escapa con el Cetro, él contrata a los gemelos Maximof para ayudar a extinguir a la humanidad y consigue vibranium que lo tiene Ulises Klaw a quien le termina cortando la mano en Wakanda, sin embargo, ellos descubren la verdad y se niegan en ayudarlo, por lo cual crea a Visión con la gema infinita que estaba en el Cetro de loki. Al ver que tiene un sentimiento débil que no quiere destruir al planeta decide unirse con los vengadores, Thor les comenta de la Gemas de infinito. En la última batalla en Sovokia, Quiksilver es asesinado por Ultron, por lo cual Ultron fue destruido por Visión. Por último Tony y Haweyeke deciden irse del equipo, Thor regresa a Asgard y Hulk decide irse a algún lejos de la tierra; por el cual los nuevos vengadores son: Wanda, Visión, Sam Wilson como Falcon y James "Rhodey" Rhodes como War Machine (Avengers: Age of Ultron).
Después de los Hechos ocurridos por Ultron, Raina tiene una visión de una antigua arma de los Kree, para destruir a los inhumanos, seres que fueron creados inicialmente por ellos que se encuentra en la nave de S.H.I.E.L.D.,  Jiaying(madre de Skye) y Gordon un inhumano capaz de teletransportarse, roban el arma. Sin embargo, Raina predice que habrá guerra si Jiaying y S.H.I.E.L.D concretan la reunión, pero los demás consideran que, como es usual, está mintiendo para manipularlos. Al ver que no dio resultado inicia la guerra , el cual S.H.I.E.L.D gana la batalla, Coulson pierde una mano por tocar el obelisco, la madre de Skye muere y el padre le borran su memoria. Sin embargo, los cristales de kree cayeron al agua contaminando la vida marina, y la del arma de los Kree absorbiendo a Simmons.(Marvel's Agents of S.H.I.E.L.D.)
En San Francisco, la hija de Pym, Hope van Dyne trabaja secretamente con su padre Henry Pym para ayudar a detener a Darren Cross (colega de Pym) que es ahora el presidente de Pym Tecnologies, el cual crea un traje de contracción avanzado, nombrado el Yellowjacket, basado en el traje original de Pym, así que recluta a Scott Lang para robar el traje, que sale de prisión después de robar a empleados. Su compañero Luis y algunos socios de él, le ofrecen el robo hecho por Pym, el cual acepta después que lo despidieron de su trabajo y se roba el traje de Ant-man que se encontraba en la casa Henry Pym. Lang descubre que fue una prueba por Pym para ayudarle a detener Darren Cross, por el cual se convierte el nuevo Ant-man. Su primera misión de Lang era localizar y robar un dispositivo de una vieja bodega de Howard Stark (Que no es otra que la base de los vengadores), sin embargo aparece Falcón el cual lucha con el y Scott sale vencedor. Al descubrir que Darren Cross vende el proyecto a H.Y.D.R.A, Lang empieza a luchar con Darren con el traje de Yellowjacket. Sin embargo Cross escapa, y encuentra con la hija de Scott, Cassie Lang y la secuetra. Scott Lang y Darren Cross vuelven a pelear una vez más en el cuarto de la hija de Scott, después Scott Lang se hace subatómico, sabotea el traje (Yellowjacket) de Cross y gana en la batalla. Luis le informa a Lang que los Vengadores lo están buscando para reclutarlo, por la sugerencia de Falcón a una periodista, la cual menciona muchas sugerencias, entre ellas a Spider-Man. (Ant-Man (película))
Mientras tanto el equipo de Coulson, tienen una nueva misión encontrar las personas que fueron infectadas por los cristales que se expandieron en el mar con la ayuda de Daisy(antiguamente llamada Skye) y con los demás equipos, en eso aparecen ATCU (Advanced Threat Containment Unit) que desean capturar a los Inhumanos para examinarlos. Fitz ha estado buscando desesperadamente toda la información relacionada al Monolito responsable de transportar a Jemma a otro planeta, aunque en un principio Fitz no tiene mucho triunfo, este eventualmente se las arregla para rescatarla del extraño planeta, al ver Jemma regresa traumatizada por la experiencia que vivió el planeta convence a Fitz de ayudarla a encontrar la manera de re abrir el portal para rescatar a Will Daniels, con quien tuvo una relación amorosa. El agente Ward contrata personas para formar una nueva H.Y.D.R.A. Sin embargo un nuevo enemigo a aparece y empieza a matar a los Inhumanos, el cual se llama Lash quien es en realidad Dr. Garner el exesposo de May; entonces ellos con la ayuda de la ATCU se unen para detenerlo.(Marvel's Agents of S.H.I.E.L.D.).
En New York, cerca Hell's Kitchen, una detective privada llamada Jessica Jones lidera casos que involucran a personas con habilidades destacadas y con la ayuda Luke Cage, también deberán de encontrar y detener a Kilgrave un hombre misterioso obsesionado de Jones que tiene la habilidad de manipular las mentes de otras personas.((Marvel's Jessica Jones))
Después de Capturar Lash,  Coulson se entera de que H.Y.D.R.A se ha infiltrado en la ATCU de manera parecida a como lo hicieron en S.H.I.E.L.D. Por lo que Ward se une con Gideon Malick para terminar lo que H.Y.D.R.A empezó qu era en regresar al primer Inhumano enviado a través del monolito y destruir a Coulson. Así que secuestra a Fitz y a Simmons para ayudarlo en reabrir el portal hacia "Maveth", Fitz se ofrece a guiarlos y Ward lo acompaña mientras que Coulson lo sigue. Una vez en el planeta todos descubren que el Inhumano ahora habita en el cuerpo de Will Daniels, pero gracias a Coulson derrotó a H.Y.D.R.A, al Inhumano y a Ward. sin embargo el Inhumano usa Ward para apoderarse del mundo.(Marvel's Agents of S.H.I.E.L.D.).
Después que Daredevil arrestó a Wilson Fisk, todo Hell's Kitchen regresó a su normalidad por un tiempo, hasta que aparece un justiciero llamado Frank Castle, que se hace llamar The Punisher el cual pretende destruir a las bandas de ese lugar por la muerte de su familia. Pero esto no es todo por lo que también regresa una antigua relación amorosa con Elektra. (Marvel's Daredevil)
Un inhumano llamado Hive se apodera del cuerpo de Grant Ward, por lo cual quiere gobernar la tierra y se une con Gideon Malick para destruir a S.H.I.E.L.D, sin embargo, el Director Coulson descubre que Grant está vivo por Hive e intenta localizarlo, la cual son secuestrados. Daisy y Lincoln contactan a otros inhumanos a los que se llaman Guerreros Secretos y logran rescatar y atrapar a Malick, sin embargo, Daisy traiciona a S.H.I.E.L.D por el control mental del inhumano Hive. (Marvel's Agents of S.H.I.E.L.D.) 
En Lagos, Nigeria; Capitán América, Falcon, Black Widow y Wanda detienen un grupo terrorista liderado por Brock Rumlow de robar un arma biológica, pero durante la pelea, Rumlow se sacrifica activando una bomba, así que Wanda lo lanza hacia el edificio de Wakanda salvando al Capitán America, pero deja varias muertes en un edificio de Wakanda. Debido a esto, Thaddeus Thunderbolt Ross, quien ahora es secretario de los Estados Unidos, les informa a los Vengadores de que la ONU está en el proceso de aprobación de los Acuerdos de Sokovia´´, por los sucesos causados en New York (Avengers), Washington (Captain America: The Winter Soldier), Sokovia (Avengers: Age of Ultron) y ahora poco en Nigeria por lo que se convierte en un organismo internacional para vigilar y regular todos los superhumanos, incluidos a los Vengadores. Tony Stark discute con Steve Rogers por el acuerdo , por lo cual separa el equipo. Steve intenta buscar y proteger a su amigo Bucky por ser quien supuestamente provocó la explosión en Vienna, por lo cual tiene ayuda con Falcon, Hawkeye, Wanda y Ant-man que no están de Acuerdos de Sokovia. Tony Stark con el gobierno intentan detenerlos con la ayuda de War Machine, Visión, Black Widow, Spider-Man y Black Panther (debido a que pienso que el culpable de la muerte de su padre fue Bucky Barnes). Stark más tarde se da cuenta de que la explosión en Viena la provocó Helmut Zemo disfrazado del Soldado del Invierno. Luego de visitar a sus amigos en la prisión La Balsa. Stark decide buscar a Steve y Bucky en alguna parte de Siberia, en donde se descubre que Bucky fue el asesino de sus padres por lo cual tienen un gran batalla, el cual empatan y Steve ofrece disculpas. T'Challa les concede asilo al equipo de Steve Rogers en Wakanda. Luego, Bucky decide por sí mismo ser congelado hasta que se encuentre una forma de como borrar la codificación mental que HYDRA le coloco en su cabeza. (Capitán América: Civil War)
El Joven Peter Parker, con la ayuda de su mentor Tony Stark, trata de equilibrar su vida como un estudiante de secundaria en Queens, y su lucha contra el crimen como Spider-Man mientras se enfrenta a una nueva amenaza, el Buitre.(Spider-Man: Homecoming)
Luego de los eventos de Capitán América: Civil War, el general Talbot intenta convencer a Coulson de que actúe según los Acuerdos de Sokovia y registre a los inhumanos bajo su mando. Coulson lleva a Talbot a su base para presentar a Secrets Warriors. Mientras Hive captura a varios miembros de los Watchdogs para usarlos en sus experimentos, transformándolos en una especie de inhumanos primitivos, Lincoln, desde su celda en la base de S.H.I.E.L.D., trata de comunicarse con Daisy, con la que planea un escape, sin que ella ni Hive sepan que en realidad es una trampa para enviar un quinjet con Lash dentro para que mate a Hive, Lash libera a Daisy y es matado por un inhumano llamado Hellfire. Después Hive decide atacar a S.H.I.E.L.D., pero Daisy empieza atacarlo el cual no tiene éxito. Lincoln se sacrifica por todos y muere junto con Hive. Varios meses después, Daisy ahora llamada Quake es buscada por S.H.I.E.L.D por lo cual en su fuga conoce Robbie Reyes que se trasforma en un justiciero llamado Ghost Rider que tendrá problemas con el nuevo directivo de S.H.I.E.L.D. (Marvel's Agents of S.H.I.E.L.D.)
Después de los eventos ocurridos en Capitán América: Civil War, el príncipe T'Challa se convierte en rey de Wakanda y su primera misión como rey es buscar a Ulysse Klaue por robo de Vibranium de Wakanda ; en la misión se reencuentra con el agente Everett K. Ross , el cual le ayuda atraparlo y arrestado. T'Challa descubre que Erik Steven, su primo , trabaja con él. Posteriormente, Erik emprenderá un viaje a Wakanda para destronar A T´ Challa, y luego estos se enfrentan por la corona, siendo T´ Challa el vencedor. (Black Panther)
Después de los Acontecimientos de Hell's kitchen por Krilgrave, Luke Cage decide regresar a Harlem y olvidar todo lo que le paso con Jessica Jones. Sin embargo, al regresar se enfrentara con un dueño del club y su mafia, pero con su amiga Clarie temple y Misty Knight lo ayudara a detener la mafia; pero en su camino se revelara secreto de su infancia. (Luke Cage).
S.H.I.E.L.D.  trabaja con el Doctor Radcliffe, sin embargo, trabajo en secreto con Fitz en un proyecto en llamado AIDA un androide que después quiere ser su propia vida y destruir todo lo que se interponga, luego del sacrificio de Robbie Reyes; S.H.I.E.L.D. recupere el libro. AIDA decida crear androide y remplazarlos para su conquista entre ellos, Simmons descubrir a los falsos y decir con Daisy a buscarlos a un mundo virtual en donde de no existe S.H.I.E.L.D. (Marvel's Agents of S.H.I.E.L.D.)
En otro punto de New York, un doctor llamado Stephen Strange, el mejor neurocirujano del mundo, se ve involucrado en un accidente de coche que termina arruinando su carrera, se embarca en un viaje de sanación, donde se encuentra con un ser misterioso llamado Ancestral, quien le enseñará el mundo de las artes místicas junto con Mordo un maestro de artes místicas. Sin Embargo, deberá impedir la conquista de Dormammu a la tierra. (Doctor Strange (película))
Sin embargo, Un multimillonario desaparecido llamado Daniel Rand regresa después de 15 años para combatir con los criminales de New York, con su increíble dominio del kung-fu y su habilidad para convocar el increíble poder del Puño de Hierro, incluyendo detener a una organización maligna como La Mano. (Marvel's Iron Fist)
Daredevil, Jessica Jones, Luke Cage y Iron Fist para formar un equipo que defienda la ciudad de Nueva York y sobre todo el barrio de Hell's Kitchen, y luche contra un enemigo común: La Mano.(The Denfenders (serie de televisión de 2017))
Después de haber sufrido un golpe de estado en su hogar en la Luna, la familia real de los Inhumanos, dirigidos por Black Bolt, escapan a Hawái, en donde buscarán una manera de salvarse a sí mismos y al resto del mundo. (Marvel's Inhumans)
Dentro del mundo Virtual creado por AIDA. Un mundo en donde HYDRA conquista el mundo captura a los inhumanos y liderada por Fitz y AIDA conocida como Madame Hydra, donde Ward ya vivo, es un agente cubierto por S.H.I.E.L.D. y es novia de Skye cual no es inhumano, el Phil Coulson es un profesor de una escuela, May es una agente de HYDRA, Mack viviendo con su hija como una persona normal y Simmons está muerta, sin embargo, revive gracias a que ella entra al mundo. Ellas deciden reclutar a los además, pero ellos no recuerda nada; solo Phil recordó a Skye y deciden pedir ayudar a Mace el director de S.H.I.E.L.D. que en el mundo es un líder que protege a los inhumanos. Cuando Agente May descubre alguna secretos de HYDRA, decide rescatar a Skye que fue atrapada por ellos. En una batalla, Mace muere tanto en el mundo virtual que en el mundo real. Skye y Simmons recuperan a sus amigos en el mundo de AIDA. Pero Fitz al regresó se encuentra del mundo real entra un esta de shock y AIDA ya humano, lo secuestra, mientras sus amigos lo ayuda a localizarlos. Robbie Reyes vuelve del otro mundo que estuvo atrapado y hace un trato con Phil Coulson para derrotar a AIDA; al ser derrotada son arrestados por el gobierno y son llevados al espacio, el cual descubren que viajaran al futuro en donde encuentra una un planeta tierra destruida. (Marvel's Agents of S.H.I.E.L.D.)
Natasha Romanoff se encuentra sola y obligada a enfrentar una peligrosa conspiración con lazos con su pasado mientras es buscada por la ley. Perseguida por una fuerza que no se detendrá ante nada para derribarla, Romanoff debe lidiar con su historia como espía y las relaciones rotas que dejó a su paso mucho antes de convertirse en Vengadora. (Black Widow)
Dos años después de los eventos de Skovia, Thor emprende un viaje a través del universo para encontrar las Gemas del infinito. Sin embargo, descubre que Loki se hizo pasar por su padre adoptivo Odín y lo obliga ha encontrar a su padre con la ayuda del Doctor Strange, el cual lo encuentran Noruega. Odín les explica de su primogénita, Hela, luego de que Odín muere, Hela aparece y destruye el martillo de Thor. Thor y Loki escapan , pero Hela llega Asgard y destruye todo.  Thor y Loki llegan a Sakaar, En esto Thor  es capturado y llevado por el Gran Maestro; en donde lo obligan a participar en una batalla con un viejo amigo, Hulk. Thor logra convencer a Hulk para escapar del planeta y Loki los apoya. Thor, Hulk y los demás prisioneros escapan y llegan a Asgard para encontrarse con Hela el cual Thor pierde un ojo en la batalla contra ella. Luego tiene una visión de Odín que lo ayuda a darse cuenta de que solo Ragnarök puede detener a Hela. Mientras Hela está distraída, Loki localiza la corona de Surtur y la coloca en la Llama Eterna. Surtur renace y destruye a Asgard, y de esta manera asesina a Hela.
Thor y los demás escapan con los ciudadanos restantes de Asgard a bordo del buque del Gran Maestro. Thor, ahora rey, decide llevar a su gente a la Tierra y entonces descubren que los están siguiendo por Thanos en su nave. (Thor: Ragnarok)
Después de los acontecimientos en Thor: Ragnarok, la nave de los sobrevivientes de Asgard es súbitamente atacada por Thanos y sus secuaces, la Orden Negra - Cull Obsidian, Proxima Midnight, Ebony Maw y Corvus Glaive - los cuales caminan entre los cadáveres de todos los Asgardianos asesinados. Thanos enfrenta a Loki y exige el Teseracto, o de lo contrario matará a Thor. Thanos ya tiene la Gema del Poder en el Guantelete del Infinito después de haberla adquirido a la fuerza en el planeta Xandar. Loki deja que Thanos proceda a matar a su hermano, pero cede al último momento y le muestra el Teseracto. Sin embargo, Hulk aparece y ataca a Thanos, dándole unos buenos golpes antes de que Thanos lo derrote fácilmente, gracias a la Gema del Poder, golpeándolo contra una pared. Heimdall usa lo último que le queda de energía oscura para enviar a Hulk a través del Bifrost hacia la Tierra antes de que Thanos pueda matarlo. Sin embargo, Thanos no conforme con esto empala a Heimdall en el corazón, matándolo. Loki parece rendirse ante Thanos y unirse a él, pero en su lugar hace un inútil intento de matarlo. Thanos agarra a Loki por el cuello y se lo rompe, matándolo, mientras Thor solo puede mirar impontentemente la situación. Thanos abre el Teseracto para obtener la Gema del Espacio y se va con sus hijos. Thor se arrastra hacia el cuerpo sin vida de Loki mientras que la nave explota.
Mientras tanto, Hulk se estrella forzosamente en el Sanctum Sanctorum en la ciudad de Nueva York mientras se transforma nuevamente en Bruce Banner, siendo encontrado por el Doctor Stephen Strange y Wong. Bruce inmediatamente les advierte que Thanos se dirige hacia la Tierra. Tony Stark y Pepper Potts salen a correr mientras Stark menciona tener un sueño de que él y Pepper iban a estar esperando un hijo, pero Pepper no parece estar lista para eso. Luego, Strange entra por uno de sus portales y le dice a Stark que necesita hablar con él, trayendo consigo a Banner para enfatizar cuán urgente es el asunto.
Stark llega al Sanctum Sanctorum donde Wong explica la historia de las Gemas del Infinito (Poder, Espacio, Alma, Tiempo, Mente y Realidad) y por qué Thanos quiere apoderarse de ellas. Stark se da cuenta de que necesita ayuda, pero le dice a Banner lo complicado que es después de que los Vengadores se separaron. Momentos después, una nave comienza a descender sobre la ciudad. Peter Parker está en una excursión cuando su sentido arácnido le indica que hay problemas. Él utiliza a su amigo Ned como distracción para que pueda salir como Spider-Man. Maw y Obsidian encuentran a Stark, Banner, Strange y Wong e intentan quitarle la Gema del Tiempo a Strange. Stark se coloca su traje de Iron Man para luchar, mientras que Strange y Wong usan sus poderes. Maw tiene poderes telequinéticos, por lo que es capaz de desviar cualquier ataque. Banner intenta transformarse nuevamente en Hulk pero es incapaz. Parker se une a la pelea mientras se enfrentan a Obsidian. Wong logra desaparecer a Obsidian a través de un portal (y también cercena su brazo cuando este último intenta regresar antes de que el portal se cierre). Maw agarra la Gema del Tiempo, pero Strange le ha puesto un encantamiento que le impide agarrarla. Maw se lleva a Strange con él, por lo que Parker salta a su nave. Stark vuela detrás de él y envía la armadura Iron Spider para proteger a Parker, pero también lo envía nuevamente a la Tierra. En cambio, Parker se las arregla para meterse en la nave. Wong se queda para proteger el Sanctum Sanctorum mientras que Banner decide llamar al resto de los Vengadores.
Mientras tanto, en algún lugar del espacio, los Guardianes de la Galaxia - Peter Quill, Gamora, Drax, Rocket Raccoon, Groot y Mantis - están en camino a responder una señal de auxilio enviada desde la nave Asgardiana. Sin embargo al llegar al lugar, estos encuentran los restos de la nave y a todos los asgardianos muertos hasta que Thor cae sobre su parabrisas, y lo traen a bordo. Después de que Thor se explica a sí mismo, se entera de la conexión de Gamora con Thanos como su hija adoptiva. Thor cree que Thanos se dirige a Knowhere para obtener la Gema de la Realidad del Coleccionista. Thor planea dirigirse al planeta Nidavellir donde puede crear un arma lo suficientemente poderosa como para matar a Thanos. Rocket y Groot deciden acompañarlo porque también quieren utilizar algunas armas mientras que el resto de los Guardianes se dirigen hacia Knowhere.
En Escocia, Visión está viviendo con Wanda Maximoff. Mientras salen a caminar, son atacados por Glaive y Midnight, quienes intentan quitar la Gema de la Mente de la cabeza de Visión, pero Maximoff lucha contra ambos subordinados. En medio de su lucha, una figura sombría aparece. Midnight arroja su lanza, solo para que la figura la atrape, revelándose a sí mismo como Steve Rogers junto con Natasha Romanoff y Sam Wilson. Ellos luchan contra Glaive y Midnight, quienes se retiran al espacio. Rogers, Romanoff y Wilson ayudan a Visión y Maximoff, llevándolos en su nave de regreso a casa.
En un flashback, una joven Gamora está en su planeta natal siendo separada de su madre en medio de la invasión de Thanos, quien lleva a Gamora con él y le presenta una daga como regalo. Él no la deja voltear a ver mientras sus secuaces ejecutan a su gente. En el Milano, Gamora le dice a Quill que hay algo que Thanos no sabe, y si él fuera a averiguar qué es, ella le pide a Quill que la mate. Ellos llegan a Knowhere y encuentran a Thanos interrogando al Coleccionista sobre el paradero de la Gema de la Realidad. Drax está listo para irrumpir, pero Mantis lo pone a dormir. Gamora salta y apuñala a Thanos en el cuello y en el corazón. Él cae al suelo, aparentemente muerto hasta que Gamora comienza a llorar. Esto se revela como una ilusión de Thanos al ver que a ella sí le importaba. Thanos ya tiene la Gema de la Realidad y estaba engañándola. Thanos sostiene a Gamora mientras Quill intenta intervenir. Drax y Mantis son derrotados por el poder de la gema mientras Gamora le suplica a Quill que la mate, pero Thanos convierte el arma de Quill en burbujas antes de llevarse a Gamora con él.
Stark y Parker ingresan a la nave y tratan de ayudar a Strange, quien está atrapado y siendo torturado por Maw para que le entregue la Gema del Tiempo. Parker diseña un plan inspirado en la película Alien: el octavo pasajero, en el que Stark abre un agujero en la nave, aspirando a Maw al espacio donde es congelado. Strange casi es aspirado hasta que Parker lo salva con ayuda de sus brazos mecánicos, y Stark cierra el agujero. Los tres se unen para detener a Thanos, y Stark vuelve un Vengador "oficialmente" a Parker.
Mientras tanto en una nave, Thanos descubre que Gamora sabía dónde estaba escondida la Gema del Alma, a pesar de que ella se niega a decirlo. Para forzarla a decir la verdad, Thanos le muestra que su hermana Nebula, la cual está siendo torturada haciendo que su cuerpo se parta en pedazos. Thanos usa los registros de memoria de Nebula para revelar que Gamora sabía sobre el paradero de la Gema del Alma porque encontró un mapa, que ella quemó. Mientras Thanos empieza a torturar más a Nebula, Gamora finalmente cede y le revela que la gema está en el planeta Vormir. Anuentes del paradero de la gema, Thanos viaja allí con Gamora, mientras Nebula logra escapar matando a un guardia y enviando una llamada a Mantis para encontrarse en el planeta Titán.
En Vormir, Thanos y Gamora se encuentran con el guardián de la Gema del Alma: Cráneo Rojo, quien fue teletransportado al planeta a través del Teseracto y aprendió que la gema solo puede ser obtenida sacrificando a un ser querido. Gamora se ríe ya que cree que Thanos no ama a nadie y que por lo tanto no puede obtener la gema, pero Thanos derrama una lágrima, porque realmente ama a Gamora y dice que no puede renunciar a lo que quiere por segunda vez. Gamora intenta suicidarse con su daga, pero Thanos la convierte en burbujas. Él agarra a Gamora y, con un corazón frío, la arroja por un precipicio, matándola. Instantáneamente, Thanos es transportado a un reino donde encuentra la Gema del Alma en su mano y la coloca en su Guantelete del Infinito. Mientras tanto, Thor, Rocket y Groot continúan su viaje hacia Nidavellir. En el camino, Rocket le da un nuevo ojo a Thor para compensar el que Hela le arrancó. Ellos llegan a Nidavellir, descubriendo que está totalmente oscuro y deshabitado. Cuando aterrizan en el planeta, son atacados por un gigante llamado Eitri, que es el único sobreviviente del planeta después de que Thanos aniquiló a su gente una vez que Eitri terminó de forjar el Guantelete del Infinito. Thor ofrece ayuda para que el planeta vuelva a funcionar a la vez que crea una nueva arma.
Mientras tanto James Rhodes está en la sede de los Vengadores hablando con el secretario de defensa Ross a través de un proyector holográfico sobre la situación del ataque extraterrestre a la Tierra. Rhodes le cuenta que había contactado con Steve Rogers y su equipo, pero Ross todavía no ha olvidado las acciones traicioneras de Rogers, por lo que le ordena a Rhodes arrestarlo, pero Rhodes lo desobedece y termina la llamada. Rogers, Romanoff, Wilson, Maximoff y Visión llegan, y Banner se reúne con ellos, explicando que Clint Barton y Scott Lang están ausentes porque necesitaban esconderse después de salir de la cárcel. Su principal preocupación es destruir la Gema de la Mente para que Thanos no la obtenga. Rogers dice que conoce a alguien que puede ayudar. En Wakanda, T'Challa y Okoye le llevan un nuevo brazo de vibranium a Bucky Barnes. Mientras tanto, Stark, Parker y Strange aterrizan forzosamente en el planeta Titán y se encuentran con Quill, Drax y Mantis. Al principio, ellos pelean brevemente después de pensar que los otros están trabajando para Thanos hasta que se dan cuenta de que es un enemigo mutuo. Los seis intentan elaborar un plan para derrotar a Thanos, pero Strange usa la Gema del Tiempo para ver varios futuros alternos posibles para encontrar una forma de vencer a Thanos, encontrando solo una entre catorce millones de posibilidades en donde ellos lo pueden vencer.
Mientras tanto, Thor intenta hacer que los anillos de Nidavellir giren, incluso teniendo que girar una viga sobre sí mismo, lo que causa un daño severo a su cuerpo. Eitri usa el metal para forjar el arma, mientras que Groot logra juntarlo, usando su propio brazo como asa. Por lo tanto, el Stormbreaker es construido y los poderes de Thor se revitalizan. T'Challa reúne a su ejército, incluidos M'Baku y los Jabari, en preparación para la llegada de Thanos. Los otros héroes han llevado a Visión con Shuri para ayudar a extraer la Gema de la Mente de su cabeza. Pronto, la Orden Negra aparece fuera de la cúpula sobre Wakanda. Un ejército de criaturas denominadas Outriders intenta abrirse paso, y solo unos pocos logran atravesarla mientras que el resto muere intentando entrar. T'Challa se ve obligado a abrir una parte de la cúpula para que las criaturas puedan entrar, produciéndose una intensa batalla. Banner se mete en la armadura Hulkbuster debido a que no puede transformarse en Hulk. Él lucha contra Obsidian y usa su puño-cohete para enviar a la bestia hacia la cúpula donde es destruido.
Thanos llega al planeta Titán y se encuentra con Strange. Él le recuerda a Strange que Titán era un planeta hermoso con poco para su gente. Su resolución fue un genocidio en varios planetas, al que llamó "misericordia". Los héroes pelean con Thanos en un intento de quitarle el Guantelete del Infinito de su mano. Nebula llega después de estrellarse contra Thanos. Mantis mantiene debilitado a Thanos, pero no puede noquearlo porque él es demasiado fuerte. Stark, Parker y Strange intentan quitarle el Guantelete mientras Quill pregunta dónde está Gamora. Mantis descubre que Thanos está de luto, y Nebula le revela que Thanos realmente la mató para obtener la gema. Quill se enfurece y comienza a golpear a Thanos, rompiendo el control de Mantis y arruinando el plan. Thanos usa el Guantelete para destruir una de las lunas de Titán y la lanza (convertida en meteoros) hacia los héroes. Stark se involucra con Thanos e intenta luchar, solo para que Thanos lo empale con su propia espada. Antes de que pueda dar el golpe fatal, Strange le entrega la Gema del Tiempo a Thanos mientras Stark regenera su herida, y Thanos desaparece.
Thor se une a la batalla de Wakanda con Rocket y Groot después de recibir los poderes del Bifrost. El Stormbreaker demuestra ser masivamente poderoso contra los Outriders. Maximoff se une a la pelea después de ver a sus amigos siendo lastimados, lo que deja a Visión vulnerable a cualquier ataque. Maximoff se une a Romanoff y Okoye mientras se enfrentan a Midnight, terminando con Maximoff enviando a Midnight al camino de un mecanismo rodante que la aplasta. Glaive intenta ir tras Visión, solo para ser asesinado con su propia guadaña por el propio Visión. Thanos finalmente llega a Wakanda. A pesar de sus esfuerzos combinados, los Vengadores apenas pueden tocarlo. Rogers intenta atacar a Thanos, pero es derrotado fácilmente con un golpe rápido. A regañadientes, Maximoff usa sus poderes para destruir la Gema de la Mente mientras Visión declara su amor por ella. Sin embargo, Thanos usa la Gema del Tiempo para revivir a Visión, solo para poder arrancar la Gema de la Mente de su cabeza, matándolo. Con eso, Thanos obtiene las seis Gemas del Infinito, hasta que Thor aparece y atraviesa a Thanos con el Stormbreaker, hiriéndolo mortalmente; sin embargo, el ataque no es fatal y Thanos chasquea los dedos.
Thanos aparece en otro reino donde se encuentra con la joven Gamora. Ella le pregunta si tuvo éxito y a qué costo; él le dice que costó todo. De vuelta en el mundo real, el Guantelete del Infinito está destruido, pero las gemas permanecen intactas. Thanos desaparece ante los ojos de Thor. De repente, Barnes muere desintegrándose en polvo frente a Rogers. Lo mismo le sucede a T'Challa, Wilson, Maximoff y Groot, así como a la mayoría del ejército de Wakanda. En el planeta Titán, Quill, Drax y Mantis también mueren desintegrados. Strange muere desintegrado después de mencionarle a Stark que no había otra opción para vencer a Thanos sin haberle entregado la Gema del Tiempo a cambio de su vida; por otro lado, Parker también muere desintegrado lentamente en los brazos de su mentor. Stark y Nebula se quedan solos en el planeta Titán, con Nebula sabiendo qué es lo que sucedió mientras que Stark llora por la muerte de Parker. En la Tierra, Rogers, Thor, Banner, Romanoff, Rocket, M'Baku, Okoye y Rhodes solo pueden observar con desesperación y tristeza como sus amigos y la mitad del universo murieron desintegrados. Finalmente, Thanos aparece totalmente curado en otro planeta, mirando el amanecer y sonriendo con satisfacción.
Mientras en la ciudad de Nueva York, Nick Fury y Maria Hill intentan localizar a Stark desde que apareció la nave de Thanos, pero inesperadamente ambos descubren que las personas a su alrededor comienzan a morir desintegradas, producto del chasquido de Thanos. Hill también es afectada y se desintegrada en polvo. Preso del pánico, Fury intenta enviar un mensaje de auxilio con un dispositivo que tenía guardado, pero también es afectado y se desintegra también dejando caer el dispositivo en la calle. El dispositivo muestra que el mensaje ha sido recibido, revelando la insignia de Capitana Marvel. Steve Rogers, Natasha Romanoff, Bruce Banner y James Rhodes están monitoreando el localizador, que Fury activó antes de su desintegración con el chasquido de Thanos, cuando de repente se aparece Danvers en la sala y les pregunta a Los Vengadores: ¿donde está Fury?. (Avengers: Infinity War).
La mitad de la vida en el universo se desintegra cuando Thanos usa las gemas del Infinito, incluyendo a la familia de Clint Barton. Tres semanas después, Carol Danvers rescata a Nebula y a Tony Stark, que están varados en el espacio después de su batalla contra Thanos. Se unen en la Tierra a Natasha Romanoff, Bruce Banner, Steven Rogers, Rocket, Thor, Pepper Potts, y James Rhodes. Juntos buscan a Thanos para recuperar las gemas del Infinito y revertir sus acciones, pero él ya las había destruido para prevenir que fueran usadas nuevamente. Thor en una batalla asesina a Thanos.
Cinco años después, Scott Lang escapa del reino cuántico, busca a Natasha y a Steve en el complejo de los Vengadores. Para Scott han pasado cinco horas en vez de cinco años, y él supone que el reino cuántico puede permitirles viajar en el tiempo. Los tres le proponen a Tony (que ahora cría a su hija Morgan, junto con Pepper) recuperar las gemas del Infinito en el pasado y usarlas para revertir las acciones de Thanos en el presente. Stark rechaza la idea por temor a perder a Morgan, pero cede después de recordar la desintegración de Peter Parker. Stark diseña un dispositivo para estabilizar el viaje en el tiempo. Natasha busca a Clint, que se ha convertido en un despiadado vigilante consumido por el dolor, y lo convence de regresar con ella al complejo de los Vengadores.
Los Vengadores reunidos se dividen en equipos para completar la misión. Banner, Rogers, Lang y Stark viajan a la ciudad de Nueva York en el año 2012. Banner visita el Sanctum Sanctorum y convence a la Ancient One de entregarle la gema del Tiempo. Ella le advierte las consecuencias de remover las gemas del Infinito del pasado, y Banner le promete regresarlas. Rogers derrota a unos agentes encubiertos de Hydra y a su versión de 2012 para recuperar la gema de la Mente, pero Lang y Stark fallan en recuperar la gema del Espacio, y finalmente Loki consigue escapar con ella.
Rogers y Stark usan las últimas partículas Pym para viajar en el tiempo al pasado a Camp Lehigh en el año de 1970. Ahí, roban una versión anterior de la gema del espacio, así como ampolletas de partículas Pym de Hank Pym para poder regresar al presente.
Rocket y Thor viajan a Asgard en el 2013 para recuperar la gema de la Realidad de Jane Foster, y Thor obtiene una versión anterior de su martillo Mjolnir. Barton y Romanoff viajan a Vormir en 2014 y descubren a través del guardián de la gema del Alma, Red Skull, que la gema solo puede ser obtenida sacrificando a un ser amado. Romanoff se sacrifica a sí misma.
En Morag, también en 2014, Nebula y Rhodes roban la gema de la Fuerza antes de que Peter Quill lo hiciera. Rhodes regresa al presente con la gema de la Fuerza, no así Nebula después de que sus implantes cibernéticos interactúan con su versión de 2014. A través de esa conexión, el Thanos del pasado descubre los eventos del presente y envía a la Nebula del 2014 al presente.
Ya con las gemas del Infinito reunidas, Banner las utiliza para restaurar a todos los que Thanos desintegró. La Nebula de 2014 utiliza la máquina del tiempo para transportar a Thanos y a su nave al presente para atacar el complejo de los Vengadores. Rogers, Thor y Stark se enfrentan a Thanos, y Rogers muestra ser digno de usar el Mjolnir. Sin embargo, Thanos es capaz de dominarlos antes de convocar a la Orden Negra y a sus fuerzas armadas para asediar a la Tierra. La Nebula del presente convence a la versión de 2014 de su hermana Gamora para traicionar a Thanos, y asesina a su propia versión de 2014.
Después de ser restaurado, Wong transporta a todos los Vengadores y a sus aliados que también fueron restaurados, junto con sus compañeros hechiceros y a los ejércitos de Nueva Asgard y Wakanda al complejo de los vengadores para combatir al ejército de Thanos. Durante la batalla, Stark recupera y activa las gemas del Infinito y desintegra a Thanos y su ejército. Stark queda mortalmente herido por usar las gemas y finalmente muere.
Después del funeral de Stark, Thor se une a los Guardianes de la Galaxia y nombra a Valquiria reina de Nueva Asgard. Rogers decide viajar al pasado luego de regresar las gemas del Infinito y el Mjolnir a sus lugares originales en el tiempo, y vivir su vida junto a Peggy Carter. En el presente, un Rogers anciano le entrega el escudo a Sam Wilson, designándolo como el nuevo Capitán América. Después de una breve platica, se muestra a Rogers junto a Peggy bailando como se habían prometido. (Avengers: Endgame)
Después de los sucesos ocurridos por Thanos, Peter Parker dolido por la muerte su mentor Tony Stark decide ir a un viaje escolar hacia Europa con sus compañeros que algunos fueron resucitaron. Sin embargo, en el viaje es reclutado por Nick Fury para detener un seres llamado "Elementales" que aparecieron en varios países europeos con la ayuda de Quentin Beck que se hace llamar "Mysterio", un impostor que dice ser de otro universo que en realidad fue un trabajador de la Industria Stark  que fue despedido injustamente, vengarse y crear "Elementales" con efectos especiales. Cuando Peter Parker descubre a Mysterio de su farsa, lo detiene pero antes de su supuesta muerte les revela a todo al mundo que Peter Parker es Spider-Man. En los finales créditos, se revela que Maria Hill y Nick Fury (Talos) fueron Skurll, el cual trabajan para con el verdadero Nick Fury que se encuentra en un planeta desconocido. (Spider-Man: Lejos de casa).

## Universo cinematográfico X-Men

### Línea de tiempo
- En Sabah Nur construye las pirámides con sus poderes mutantes.
- Años más tarde cuando se adapta a un cuerpo más joven es traicionado por sus súbditos sus jinetes son asesinados y el queda atrapado dentro de la pirámide.

- Nacimiento de James Howlett.

- Los poderes de James Howlett se manifiestan, y este mata a su padre.

- James Howlett y Victor Creed luchan en la guerra civil estadounidense.

- Gregor Johann Mendel establece la teoría de rasgos hereditarios a través de su trabajo con plantas de guisantes.

- Los principios básicos de la genética mendeliana se aplican a la mosca de la fruta.

- James y Victor luchan en la Primera Guerra Mundial.

- James y Victor luchan en la Segunda Guerra Mundial.
- Erik Lehnsherr es encarcelado por nazis en Polonia, y descubre sus poderes.

- Sebastian Shaw mata a la madre de Erik.

- Charles Xavier conoce y se hace amigo de Raven Darkholme.

- Erik Lehnsherr viaja a Estados Unidos.

- James D. Watson y Francis Crick descubren la estructura de doble hélice.

- 1962

- Los eventos de X-Men Primera Generación se llevan a cabo.

- Sebastian Shaw forma el Club Hellfire.

- Shaw y el Club Hellfire intentan comenzar la Tercera Guerra Mundial.

- Erik se va en búsqueda de Shaw para matarlo.

- La CIA comienza a investigar a Shaw. Moira MacTaggert es testigo de una reunión entre el Club Hellfire y un coronel estadounidense. MacTaggert se va en búsqueda de Charles Xavier.

- En su primer intento de matar a Shaw, Erik conoce a Charles Xavier.

- Erik y Charles se unen, y ambos reclutan mutantes para entrenarlos con el fin de detener a Shaw. Los reclutas son Angel Salvadore, Armando Muñoz, Alex Summers y Sean Cassidy, además de Henry McCoy y Raven Darkholme. Ellos también se topan con Logan, pero este inmediatamente los rechaza.

- Shaw mata a Armando Muñoz y recluta a Angel Salvadore para su Club Hellfire.

- Xavier usa su antigua mansión para entrenar a los reclutas restantes y forma a los primeros X-Men.

- Erik y Charles construyen el segundo Cerebro en la mansión.

- Hank McCoy se transforma en Beast.

- El grupo tiene su primera misión para detener a Shaw. Erik mata a Shaw. Estados Unidos y la Unión Soviética entablan una breve alianza para destruir a los mutantes. Erik, a su vez, trata de destruir a los humanos, pero es detenido por Charles y Moira. Charles es paralizado en el proceso. Xavier y Erik toman caminos diferentes. El Club Hellfire y Raven, ahora llamada Mystique, se unen a Erik, ahora Magneto.

- Charles decide abrir una escuela para mutantes y borra la memorias de Moira sobre los acontecimientos.

- Magneto forma la Hermandad de Mutantes y recluta a Emma Frost.

- Un joven Bolivar Trask plantea una hipótesis sobre la relación entre la trazable función de orden superior del cerebro y ciertas mutaciones genéticas.

- Azazel y Angel Salvadore son asesinados por el Proyecto Wideawake.

- Mystique dispara y mata al Presidente Kennedy.

- Magneto es culpado por el asesinato de Kennedy.

- Xavier abre una escuela privada con una misión secreta: Asegurarse de que los jóvenes mutantes tengan un refugio seguro para estudiar y desarrollar de forma segura sus poderes.

- Muchos de los mutantes de la escuela de Xavier son llevados al ejército estadounidense y enviados a luchar en la Guerra de Vietnam.

- Fundación de Trask Industries.

### 1973
- Mystique asesina a Bolivar Trask.

### 1975
- Charles Xavier se presenta ante la Cámara de Representantes de Estados Unidos en una sesión privada, solicitando libertades mutantes, incluyendo integración y privacidad.
- William Stryker recluta a Logan y a Victor en el Equipo X.
- El equipo comienza a buscar un misterioso fragmento de meteorito en África. Logan renuncia al equipo debido a que no quiere participar en los asesinatos en masa de Stryker.

### 1977
- Sanger, Gilbert y Maxam secuencian el ADN por primera vez.
- Los funcionarios de atletismo adoptan una política de pruebas genéticas en colaboración con Trask Industries, en la cual los atletas que no lleven el Gen X puedan competir en eventos deportivos profesionales. Esto ocurre a raíz de la investigación de Peter Maximoff, Quicksilver, quien rompió ocho récords en las pruebas de pista y campo.

### 1979
- William Stryker envía a su hijo, Jason Stryker, a la escuela de Xavier con la esperanza de curarlo de su mutación, pero permanece como mutante.
- Stryker comienza a trabajar con Victor y lo envía para asesinar a todos los miembros del Equipo X. Mientras tanto, Stryker envía a Kayla Silverfox para vigilar a Logan. Kayla y Logan eventualmente comienzan una relación.
- Mientras Victor continúa asesinando a los miembros del Equipo X, Stryker va con Logan, pero este lo rechaza.
- Stryker le pide a Kayla que finga su muerte con la ayuda de Victor.
- Con el fin de tener venganza con Victor, Logan se une al Arma X de Stryker, donde adquiere un esqueleto de adamantium, pero escapa tras descubrir que planean borrarle la memoria y usar su ADN para el Arma XI.
- Después de que el equipo de Stryker asesina a una pareja amiga de Logan, este jura venganza tanto en Victor como en Stryker.
- Logan, con la ayuda de Gambit, va a Three Mile Island, donde descubre que Kayla está viva y trabajaba para Stryker.
- Mientras Logan y Kayla liberan a varios mutantes, Stryker libera al Arma XI: Deadpool.
- Kayla es disparada mientras ayudaba a los mutantes.
- Charles Xavier recluta a los mutantes liberados (incluyendo a Scott Summers) y escapan de la isla.
- Logan y Victor luchan contra Deadpool y lo "matan". Victor escapa.
- Logan es disparado con balas de adamantium por Stryker y pierde la memoria, Kayla muere por sus heridas, pero no antes de que obligue con sus poderes a Stryker a caminar hasta que sus pies sangren, y que siga caminando. Stryker involuntariamente lo hace, hasta que es recogido por el ejército.
- Logan ahora intenta encontrar respuestas sobre su pasado.
- Trask Industries revela el Programa Centinela.

### 1981
- Charles Xavier y Erik Lehnsherr visitan a Jean Grey.

### 1984
- Bob Bell, un popular ministro tele-evangelista, y su organización, la "Mayoría Humana", realizan un fuerte movimiento anti-mutante. Entre sus principios está la creencia de que la enfermedad es la maldición de Dios para la integración mutante.

### 1986
- La planta de energía nuclear en Chernobyl se derrite, causando una elevación en las prematuras manifestaciones mutantes por generaciones.

### 1988
- Algunos mutantes renegados derriban una sección de una milla de largo del muro de Berlín en un acto de protesta, matando a 23 personas e hiriendo a más de 200. Las protestas alarman a los ciudadanos de Alemania del Oeste, desatando políticas anti-mutantes. El muro de Berlín aún sigue hasta nuestros días, y Alemania del Este ha sido designada como zona mutante.

### 1989
- Con la colaboración de Trask Industries, el FBI revela un método de usar evidencia de ADN en escenas del crimen para identificar a los criminales. Fuera del registro, Trask Industries también comienza a construir un Registro Mutante privado para su base de datos de ADN, con planes de vender la información a gobiernos adinerados en el mundo.

### 1990
- Victor Creed es reclutado por Magneto en la Hermandad de Mutantes.

### 1991
- A medida que la conversación global sobre las relaciones mutantes-humanas crece, Sudáfrica declara con orgullo a su país como refugio unificado y solidario para todos.

### 1994
- Productos genéticamente modificados entran al mercado estadounidense.

### 1996
- Warren Worthington III trata de arrancarse sus alas.

### 1998
- Un intento fallido de una cura del Gen X occure cuando pruebas con animales se vuelven desviadas, causando una enfermedad en el mundo, más bien conocida como la enfermedad de las vacas locas.

### 2001
- El gobierno de Estados Unidos contrata a Trask Industries para construir un Campamento X-Ray en la Bahía de Guantánamo, en Cuba. El campamento será un centro de detención para mutantes lo suficientemente peligrosos como para ser considerados como amenazas contra la seguridad nacional.

- 2005

Los eventos de X-Men (2000) se llevan a cabo.
- Los poderes de Marie D'Ancanto comienzan a manifestarse cuando besa a su novio, drenando su vida y enviándolo a un estado de coma. Ella a continuación huye de casa y toma el nombre de Rogue.

- Rogue conoce a Logan en un bar. Ambos se unen cuando el hermano de Logan, Victor, los ataca en un intento de secuestrar a Rogue, pero son salvados por Storm, Jean Grey y Cyclops, y son llevados a la Mansión X, donde Rogue se convierte en estudiante.

- Mystique secuestra al defensor de la Ley de Registro Mutante, Robert Kelly, y lo envía a la base de Magneto.

- Magneto usa una máquina para transformar a Kelly en un mutante, pero la máquina lo debilita.

- Los X-Men y Wolverine se van en búsqueda de Rogue cuando ésta huye, pero ella es capturada por Magneto en el proceso.

- Mystique entra en Cerebro y lo envenena.

- Robert Kelly llega a la Mansión X, pero muere.

- Xavier es envenenado por Cerebro y entra en coma cuando intenta buscar a Rogue y a Magneto. Jean Grey lo usa para encontrar a Rogue.

- En una pelea en la Estatua de la Libertad, Magneto trata de usar el poder de Rogue para potenciar su máquina y transformar a los líderes mundiales en mutantes. Toad, Sabretooth, y Mystique son derrotados en la batalla. Sabretooth y Mystique sobreviven, pero Toad perece. Magneto es llevado a una prisión de plástico después de ser derrotado.

- Xavier se recupera del coma y visita a Erik, quien jura que escapará de prisión.

- Mystique se disfraza del Senador Kelly.

### 2006
- Logan se dirige al Lago Alkali, con la esperanza de encontrar respuestas sobre su pasado.

- William Stryker le lava el cerebro a Kurt Wagner para que este mate al presidente, pero falla.

- Logan llega al Lago Alkali, pero este está abandonado y demolido. Decepcionado, Logan regresa a la Mansión X.

- Stryker visita a Magneto y le lava el cerebro para que revele la ubicación de la Mansión X.

- Storm y Jean buscan a Nightcrawler para cuestionarlo sobre su intento de asesinato.

- Stryker usa a Lady Deathstrike para capturar a Cyclops y a Xavier cuando éstos visitaban a Magneto.

- El equipo de Stryker llega a la Mansión y captura a varios jóvenes mutantes. Stryker vuelve a encontrarse con Logan. John Allerdyce, Robert Drake, Logan y Rogue escapan de la Mansión.

- En el Lago Alkali, Xavier es atado a una silla con un casco que suprime sus poderes. Jason Stryker comienza a emitir ilusiones en su antiguo mentor.

- Magneto escapa de prisión.

- Storm, Jean y Nightcrawler se encuentran con Logan, Pyro, Iceman y Rogue.

- Cuando su jet estaba a punto de estrellarse, Magneto los salva. Erik y Mystique forman una breve alianza con los X-Men con el fin de detener a Stryker. Todos ahora se dirigen al Lago Alkali.

- Las ilusiones de Jason envían a Xavier hacia otra versión de Cerebro, construida por Stryker. Xavier, involuntariamente, elige como blanco a todos los mutantes y comienza a herirlos.

- Wolverine lucha contra Lady Deathstrike y la mata.

- Magneto y Mystique entran en el Cerebro Oscuro. Mystique se disfraza de Stryker y le dice a Jason que ha habido un "cambio de planes". Jason le ordena a Xavier que en su lugar eliga como blanco a los humanos.

- La base de Stryker comienza a colapsarse a medida que la presa está a punto de destruirse, debido a un desencadenamiento prematura de la Fénix en Jean Grey.

- Stryker trata de escapar, pero es detenido por Wolverine. Logan exige respuestas sobre su pasado, pero Stryker se niega. Logan vuelve a la base para salvar a sus compañeros, dejando a Stryker encadenado a su helicóptero.

- Stryker logra quitarse las cadenas, pero antes de que pudiera levantarse, los efectos de Cerebro lo alcanzan y comienzan a lastimarlo.

- Magneto vuelve a encadenar a Stryker, dejándolo por muerto.

- Pyro se une a la Hermandad de Mutantes.

- Xavier escapa de las ilusiones. Él, Storm y Nightcrawler escapan del laboratorio con los mutantes capturados.

- Logan vuelve a encontrarse por última vez con Stryker. Este jura que alguien terminará lo que empezó. Logan lo deja por muerto.

- La presa colapsa, pero el X-Jet pierde poder. Jean usa sus poderes para detener el agua y levantar una vez más el vehículo. A medida que el jet se levanta, Jean supuestamente muere por la presión del agua junto con Stryker.

- Meses después de la muerte de Jean, Cyclops aún está deprimido por su muerte. Él regresa al Lago Alkali, donde murió.

- Los Laboratorios Worthington anuncian una 'cura' para el Gen X, adaptada de los poderes de Leech. Magneto crea una ejército de mutantes en respuesta.

- Scott es asesinado por Jean Grey, quien emerge como la Fénix. Wolverine y Storm recogen a Jean, pero ésta escapa y se une a Magneto.

- Hank McCoy regresa a la Mansión X y vuelve a los X-Men.

- Magneto y Pyro interceptan un transporte de prisión que lleva a Multiple Man, Juggernaut y a Mystique. Los dos primeros son liberados, pero Mystique pierde sus poderes ante la cura, y es abandonada por la Hermandad.

- Storm, Wolverine y Xavier llegan a la antigua casa de Jean. Sin embargo, Magneto escapa con Jean, después de que ésta asesina a Charles.

- Logan rastrea a la Hermandad hasta un bosque en Canadá. A pesar de que Magneto lo descubre, Wolverine descubre que el objetivo de la Hermandad es la Isla de Alcatraz.

- Angel, Kitty Pryde, Iceman y Colossus se unen a los X-Men, y el equipo se dirige a la Isla de Alcatraz.

- Magneto y la Hermandad llegan a Alcatraz cambiando la dirección del Golden Gate. Una batalla se desata entre la Hermandad y los X-Men, ayudados por la fuerza militar local, armados con armas de plástico cargadas con la "cura". La pelea termina con los miembros de la Hermandad muertos o drenados de sus poderes, junto con Magneto, inyectado por Beast.

- Después de una ataque por militares, la Fénix es desatada y destruye Alcatraz, amenazando con sumergir el planeta. Los mutantes y humanos escapan, sin embargo, Logan se enfrenta a Jean debido a sus poderes. Él a continuación la mata y termina con la destrucción.

- La raza mutante se vuelve aceptada por la sociedad, y Rogue regresa a la Mansión después de haber tomado la cura.

- Más tarde, Erik recupera sus poderes.

- Científicos junto con el Proyecto Genoma Humano publican el primer mapa completo del genoma humano.

- Reconociendo la necesidad de mejorar las relaciones humanas-mutantes, el Presidente designa a Beast como embajador en las Naciones Unidas.

### 2008
- Estados Unidos construye un muro de 2,000 millas en la frontera con México. Los políticos afirman que la estructura es una medida necesaria para la prevención de inmigraciones ilegales. Otros afirman que el muro es esfuerzo desesperado por contener la población creciente de rebeldes mutantes en México.

### 2009
- Después de una cadena de escapes del Campamento X-Ray por mutantes poderosos, Trask Industries desarrolla un collar para inhibir poderes mutantes.

### 2010
- El Instituto Xavier cierra. Trask Industries renueva la Mansión como una instalación de investigación.

### 2011
- Para protestar contra la carrera de armas contra los mutantes de millones de dólares por Trask Industries, Yashida Corp y otras compañías multinacionales farmacéuticas, varios mutantes hacen una marcha desde la Mansión X hasta Zuccotti Park. Los Centinelas atacan la demostración pacífica de los mutantes. En el caos resultante, Angel es asesinado.

### 2012
- Clarice Ferguson, Blink, es instrumental en liberar a treinta mutantes detenidos de los campamentos Trask de prisioneros.

- Logan se exilia de los X-Men y vive como ermitaño en Canadá, obsesionado por la muerte de Jean. En un bar, Logan es encontrado por Yukio, una mutante que puede ver las muertes de otros, enviada por Yashida, quien ahora está muriendo de cáncer.

- Logan y Yukio viajan a Japón, y este conoce a la familia Yashida - su hijo Shingen y su nieta Mariko. Yashida, ahora CEO tecnológico, intenta convencer a Logan que posee la forma de transferir su inmortalidad hacia él, terminando la "maldición" de Logan. Este se niega, pero la mutante Viper induce un parásito en el cuerpo de Logan mientras duerme.

- Al día siguiente, Logan es informado que Yashida ha muerto. El mutante atiende su funeral, pero una pandilla Yakuza intenta asesinar a Mariko. Logan y Yukio atacan, pero después de varios disparos, Logan se da cuenta de que su factor de curación se debilita. Él entonces escapa con Mariko, escoltándola a su hogar en Nagasaki después de una pelea en un tren bala Shinkansen.

- El guardaespaldas de Shingen, Kenuchio Harada, se reúne con Viper, quien lo emplea para encontrar a Logan y a Mariko.

- En Nagasaki, Mariko es secuestrada por los Yakuza. Logan y Yukio confrontan al prometido de Mariko, el corrupto Noburo Mori. Mori revela que fue Yashida quien planeó el secuestro, quien conspiraba con Shingen.

- Logan y Yukio llegan a la casa de Yashida para encontrar a Mariko, pero es tomada por los ninjas de Harada. Logan usa la máquina de Rayos X de Yashida y encuentra el parásito, enganchado en su corazón. Él trata de extraerlo, pero Shingen interviene y lucha contra Yukio. Logan entonces se recupera y mata a Shingen.

- Logan rastrea a Mariko hasta la aldea natal de Yashida. Él entonces es capturado por Harada y llevado al recinto de Yashida.

- En el recinto, Viper revela sus planes de extraer la inmortalidad de Logan, usando a Silver Samurái, un gran autómata de adamantium. Logan escapa con la ayuda de Mariko, pero el Samurái corta las garras de adamantium de Logan con su katana y mata a un reformado Harada. Yukio mata a Viper.

- Logan lucha contra Silver Samurái, pero es derrotado. El Samurái se revela como Yashida y procede a extraer el factor de curación de Logan por su sangre, recuperando su juventud. Mariko entonces apuñala a Yashida con las garras cortadas de Logan, y este mata a Yashida con sus garras de hueso regeneradas.

- Mariko se convierte en la CEO de Yashida Corp, y Logan, junto con Yukio como su guardaespaldas, se va de Japón.

### 2014
- Magneto y Charles se reúnen con Logan en un aeropuerto.

### 2015
- Los Laboratorios Trask revela la innovadora capacidad de crear un gen híbrido con ADN mutante.

- Hank McCoy es sacado de su casa y asesinado por una multitud furiosa de protestantes de la Mayoría Humana fuera de su casa en Nueva York.

### 2018
- El Dr. Gregory D. Burnett revoluciona un método de cultivo de células madre sintéticas.

- Bishop, un fugitivo del Campamento X-Ray, construye una red mundial de resistencia mutante conocida como "Free Mutants".

### 2020
- Trask Industries anuncia el programa Centinela X.

### 2023
- Los Centinelas han casi asesinado a todos los mutantes y a humanos con genes que puedan crear posiblemente a mutantes.

### 1973
- Nuevo 1973: Wolverine despierta en su cuerpo joven, libera a Magneto con ayuda del Profesor X, Bestia y Quicksilver e impide que Mystique asesine a Bolivar Trask. Tras el éxito de Wolverine en el pasado las cosas han cambiado. Ahora el pasado conocido es borrado del nuevo mundo siendo ahora un universo alterno. El gobierno cancela el programa centinela y comienza una nueva lucha por la paz y la coexistencia entre humanos y mutantes.
- Nuevo 1983: Los eventos de X-Men: Apocalipsis se llevan a cabo. La alteración del tiempo ha desatado a un nuevo y poderoso enemigo, el primer mutante En Sabah Nur jamás despierta. Unos jóvenes Cyclops, Storm y Jean Grey se unen a Charles Xavier y Hank como los X-Men para luchar contra el adversario más formidable con el que se han enfrentado: Apocalipsis. También aparece Wolverine, conocido como el Weapon X, con las garras de Adamantium, al parecer Stryker se las había puesto y le borró la memoria, y ayuda a  Jean,  Scott, y Nightcrawler a liberar a  Raven,  Hank, Moira, y Quicksilver de la prisión de William Stryker, que al parecer es la represa que apareció en X-Men Origins: Wolverine y X-Men 2
- Nuevo 1993: se desarrolla los eventos de X-Men Dark Phoenix, los mutantes son aceptados por la sociedad después de los eventos ocurridos con En Sabah Nur, Charles Xavier recibe los méritos de los X-Men en la Casa Blanca, mientras un suceso histórico es interrumpido por el acercamiento de una fuerza cósmica a la tierra, sacando de orbita a una nave espacial americana, por lo cual van al rescate, donde queda atrapada Jean Grey en la tormenta cósmica, absorbiendola en su cuerpo, Jean sobrevive, regresando a la tierra celebran el acto, pero con la consecuencia de que el poder de Jean es incomparable, sin control recurre a visitar su casa al averiguar que su padre esta vivo, los X-Men llegan para calmarla, en el intento Mystique muere, Beast al estar devastado, recurre a la ayuda de  Magneto para su venganza, en el tiempo que ocurre, una raza alien arriba la tierra para reclamar ese poder cósmico, encuentran a Jean Grey tratando de protegerla, los mutantes son arrestados, hasta nuevamente ser liberados, al final los esfuerzos son en vano, Fenix renace, eliminando a los aliens se eleva transformada en un fenix de energia volando con libertas por años.
- Nuevo 2004: Un virus aparece y afecta a la población mutante en el mundo. Ya no nacen mutantes naturalmente.
- Nuevo 2016: Los Acontecimientos de Deadpool se llevan a cabo. Wade Wilson exagente de las fuerzas especiales lleva una vida tranquila con su mujer Vanessa Carlysle, un día le habían detectado cáncer y quiso aceptar una propuesta de curarle el cáncer con inyectándole genes mutantes, pero la operación lo terminó volviendo regenerativo. Deadpool va entonces por el hombre que le arruinó la vida con ayuda de Coloso y Negasonic Teenage Warhead. Además, al parecer la nueva línea temporal afectó en la aparición de los poderes de Vanessa Carlysle, mejor conocida como Copycat, ya que en esta película es una Homo Sapiens, es decir, humana.
- Nuevo 2023: Tras el éxito de Wolverine en el pasado las cosas han cambiado. Jean Grey, Cyclops, Beast y el resto de los X-Men siguen vivos.
- Nuevo 2028: El Profesor X mata accidentalmente a todos los X-Men en la mansión X debido una enfermedad degenerativa en su cerebro, Logan es el único en sobrevivir en esa tragedia.
- Nuevo 2029: Ocurren los hechos de la película Logan, al proteger a una mutante llamada X-23 con el nombre de Laura, que fue creada del propio ADN de Wolverine. Caliban se sacrifica para no tener que rastrear a sus amigos. Charles y Logan mueren asesinados por X-24, quien a la vez es asesinado por X-23 con una bala de adamantium. Los niños clones huyen a la frontera iniciando un nuevo comienzo a la raza mutante.

Esta Tierra es denominada Tierra-10005 en su línea de tiempo original, mientras que en la alterada se le denomina de manera no oficial Tierra-TRN414, y al universo de la película Logan se le denomina Tierra-17315.

## Marvel 2099
Es un universo futurista donde todos los superhéroes y supervillanos han desaparecido tras unos misteriosos acontecimientos denominados La Gran Purga y el mundo es dominado por empresas como Alchemax. Poco a poco, vuelven a aparecer superhéroes con las mismas características y poderes de los héroes del siglo XXI y algunos con características nuevas. Algunos superhéroes y grupos que han aparecido son Spiderman 2099, Ghost Rider 2099, Punisher 2099, Hulk 2099, Doom 2099, Fantastic Four 2099, X-Men 2099 y X-Nation 2099, y héroes nuevos como Ravage 2099. Es denominada como Tierra-928.

## Tierra-200111 Marvel MAX
Se trata de un universo protagonizado por el Punisher con el sello MAX, una versión ultraviolenta jamás vista de Frank Castle, y su nacimiento como The Punisher durante la Guerra de Vietnam. 
Tras el brutal asesinato de su familia, Frank Castle busca exterminar a todo el crimen, logrando acabar con más de 2000 personas durante 30 años. 
Creada por Garth Ennis, es una línea temporal hiper-realista donde jamás existieron los superhéroes. Los únicos seres con superpoderes fueron Wolverine y Sabretooth. 
Nick Fury también tuvo su participación luchando contra Hydra. 
Actualmente destruida y gobernada por Doctor Doom. Es denominada como Tierra-200111.

## Marvel Zombies
Es un universo alternativo en el que todos los superhéroes y villanos son infectados por un virus alienígena que los convierte en zombis con un gran apetito por la carne humana, con tales diferencias como que el Capitán América en este universo se llama Coronel América. La mayoría de los superhéroes y villanos son infectados, otros son comidos y algunos sobreviven y se instalan en el asteroide M. Es denominada como Tierra-2149.

## Marvel Noir
Es un universo que mezcla elementos del cine negro con el universo Marvel, y muestra como sería el universo Marvel en la década de los 20 del Siglo XX. Una de las principales características de este universo es que los héroes carecen de poderes sobrehumanos a excepción de Spiderman. Los héroes más conocidos son: Daredevil Noir, Deadpool Noir, Iron Man Noir, Luke Cage Noir, Spiderman Noir, Wolverine Noir y X-Men Noir. Es denominada como Tierra-90214.

## Bullet Points
Es un universo en el que se crea una ucronía, ya que el Dr. Erskine fue asesinado un día antes de inyectar la fórmula del supersoldado a Steve Rogers y mata al soldado que lo estaba escoltando, que es Benjamin Parker (futuro tío de Peter Parker/Spiderman), por lo que el universo Marvel cambia. Con la fórmula del supersoldado perdida, el gobierno crea el proyecto Iron Man a la que Steve es sometido. Los 4 Fantásticos no existen (murieron en un viaje espacial) y su único superviviente, Reed Richards, se convierte en director de SHIELD. Peter Parker es alcanzado por una radiación gamma que lo convierte en Hulk y Bruce Banner se infecta por una araña contaminada por la misma radiación.

## Era de Apocalipsis
En este universo, Legión, hijo del Profesor Charles Xavier, viaja al pasado con la intención de asesinar a Magneto, pero cuando está a punto de matarlo, Xavier se sitúa en medio de ambos, y Legión mata a Xavier en vez de Magneto y el asesino deja de existir. En este universo, Magneto funda los X-Men, tratando de cumplir el sueño de su amigo de pacífica coexistencia entre mutantes y humanos. En este universo, Apocalipsis se convierte en el nuevo regente de toda Norteamérica; la ciudad de Nueva York es renombrada “la Isla de Apocalipsis” y la Estatua de la Libertad es reemplazada por una gigantesca estatua de su figura. Es denominada como Tierra-295.

## Marvel 1602
Es un universo que ha surgido cuatrocientos años antes que el tradicional, desarrollándose la mayor parte de la historia en Inglaterra. La serie mezcla los personajes de Marvel con elementos y acontecimientos históricos. Sus personajes más importantes son Sir Nicholas Furia, Stephen Extraño, Matthew Murdoch, Peter Parquagh, Virginia Dare, Carlos Javier, El Gran Inquisidor, Los nacidos brujos, Los Cuatro Fantásticos, El conde Otto Von Muerte, Natasha, David Banner, El Anciano y Rojhaz. Es denominada como Tierra-311.

## House of M
Es una realidad alternativa del Universo Marvel creada por La Bruja Escarlata donde los mutantes son la raza dominante. La Bruja Escarlata ha creado para todos la vida que siempre han querido como:
- Magneto y su dinastía gobiernan el mundo.
- El Capitán América es un anciano veterano de guerra.
- Spider-Man está casado con Gwen Stacy, tiene un hijo, y su tío Ben aún está vivo. Hace creer a todo el mundo que sus poderes son fruto de una mutación, y no de un accidente, pues eso le daría la condición de humano y perdería su estatus social.
- Cyclops y Emma Frost están casados.
- El Dr. Strange es un psicólogo sin ningún dominio de la magia.
- Carol Danvers es la superheroína más querida de América, la Capitana Marvel.
- Gambit es un simple criminal.
- Wolverine es uno de los más altos cargos de la Guardia Roja de Magnus, el más alto poder militar. Junto a él forman el escuadrón  Spider-Woman, Sapo, Mystique y sus hijos,  Rogue y Nightcrawler.

Es denominada como Tierra-58163.

## Marvel Mangaverse
Es un universo que muestra a los héroes más populares del Universo Marvel en una versión de manga y anime. Sus principales superhéroes y grupos son The Avengers Mangaverse, Fantástic Four Mangaverse, Ghost Rider Mangaverse, Punisher Mangaverse, Spider-Man Mangaverse y X-Men Mangaverse. Es denominada como Tierra-2301.

## Línea Amalgam
Es un universo en el que los personajes de Marvel se fusionan con los de DC, después del evento conocido como Marvel vs DC/DC vs Marvel, donde los héroes de cada universo compiten entre sí para saber qué universo sobrevive. Sus héroes más conocidos son: Dark Claw (combinación entre Wolverine de Marvel y Batman de DC), Super Soldier (combinación entre Capitán América de Marvel y Superman de DC), Iron Lantern (surgido de Iron Man de Marvel y Linterna Verde de DC) y Dr. Strangefate (combinación entre Dr. Extraño de Marvel, Dr. Fate de DC y Charles Xavier de Marvel).
Es denominada como Tierra-9602.

## Universo Zoo Marvel Comics
Este universo está situado en el mismo ambiente que el 616, pero con animales domésticos, o no; tales como:
- Cerdo + Spider-Man/Peter Parker: Spider-Ham/Peter Porker.
- Conejo + Hulk: Hulk Bunny/Bruce Bunny. (parodia utilizando en apellido de Bugs Bunny con el de el científico Bruce Banner; lo que es un poco contradictorio, ya que el nombre de Peter Porker y Bruce Bunny hace un poco de referencia a Porky y Bugs Bunny, ya que son únicos asociados de DC Cómics, la competencia de Marvel).
- Gato + Capitán América: Capitán AmériCat.
- Ratón + Ironman : Iron Rat.
- Cocodrilo + Doctor Strange: Croctor Strange.

Así como supervillanos como Octor Octopus, entre otros.

## Animated Marvel Universe
Esta Tierra fue creada por Disney y Marvel al dejar a varias series animadas en un mismo universo.
En esta Tierra suceden los siguientes eventos, cronológicamente: 
Hulk crea su propio equipo para mostrarle al mundo que no son monstruos y que son capaces de ayudar.
Spider-Man se une a S.H.I.E.L.D para entrenar, mejorar y convertirse en un "Ultimate Spider-Man", mientras dirige a un equipo de superhéroes adolescentes principiantes. 
Los Vengadores se reúnen después de un largo tiempo de haberse separado para combatir a Red Skull, HYDRA y la Camarilla, además de hacerle frente a varios otros enemigos.

## Battleworld
Es universo creado como resultado de unas misteriosas incursiones que hicieron colisionar la Tierra 616 y la Tierra 1610, y con esto la mayoría de los universos de Marvel serían también destruidos. Tras esto, diversos fragmentos de ellos se reconstruirían como un espejos rotos reconstruidos en uno solo. Así, las realidades fueron divididas.

## Secret Wars
Aquí se explica que, de alguna forma, unas misteriosas incursiones destruyen diferentes realidades, las cuales estaban siendo investigadas por realidades como la Tierra 833, hasta que estas incursiones las destruyeron. Solo los celestiales y Spider-UK lograron escapar de ellas (este último por el Spider-Verse). Los celestiales llegaron a la Tierra 616 para advertirles sobre que las incursiones llegarían a un punto en el que la Tierra 1610 se estrellaría con 616, pero solo llegaron en un periodo de 8 meses para llegar y ver que ya era tarde. Con esto, ambas realidades son destruidas y la explosión se expande, afectando y destruyendo a la mayoría del multiverso. Tras un breve tiempo, las realidades afectadas son rehechas y juntadas por territorios distintos en un solo mundo llamado Battleworld.